# Катарина Хауард
Катарина Хауард (енгл. Catherine Howard; Лондон, око 1523 — Лондон тауер, 13. фебруар 1542) је била пета жена краља Хенрија VIII. Она је рођака друге краљеве жене, Ане Болен.
Када је постала краљица, Катарина је била изузетно млада. Убрзо после венчања, почела је да вара остарелог краља, са којим је имала несрећан брак, са Томасом Калпепером. Ружа без трна, како ју је Хенри називао, имала је у томе помоћ дворске даме леди Рочфорд. Када је романса откривена, Хенри се разочарао у своју вољену жену, коју је потом осудио на смрт. Катарина је погубљена 13. фебруара 1542. Убрзо после њене смрти, Хенри се по шести и последњи пут оженио, овог пута Катарином Пар.

## Биографија

### Детињство и младост
Катарина је рођена као десето дете лорда Едмунда Хауарда и Џојси Калпепер. Тачан датум њеног рођења, као и код других Хенријевих жена, није познат, а сматра се да је између 1520. и 1525. године. Катарина је била прва рођака Џорџа, Мери и Ане Болен. Њен отац је био аристократског порекла, али будући да је био млађи син, није био завидно имућан све док му кћерка његове сестре, Ане Болен, друге супруге Хенрија VIII, није нашла државни посао.
Као дете, послата је да живи код очеве маћехе, Агнес Хауард. Агнес, стара војвоткиња од Норфока, имала је неколико слуга и штићеника, обично децу сиромашнијих рођака. Стара војвоткиња је много времена проводила на двору, те је одгајање и образовање њених штићеника није много интересовало. Последица тога је била чињеница да је Катарина била једна од мање образованих Хенријевих жена, иако је знала да чита и пише, за разлику од многих жена њеног времена. Једино за што је показивала интерес током образовања била је музика.
Катарина је била ведра и живахна, баш као и њена рођака Ана, иако не побожна. Повремени часови које је похађала код војвоткиње довели су до романсе са њеним учитељем, Хенријем Маноксом 1536. године, кад је Катарина имала између једанаест и тринаест година. Касније, кад је Катарина постала краљица, Манокса је поставила за дворског музичара. Манокс ће после на суђењу за прељубу сведочити против Катарине.
Романса са Маноксом завршава 1538. године, када Катарина упознаје војвоткињиног секретара, Франсиса Дерехама. Пар је озбиљно схватао своју везу и водио брачни живот. Франсис је Катарини толико веровао да јој је поверавао свој новац док је он био на пословном путу. Катаринине пријатељице су знале за ову аферу, а кад је за њу сазнала и војвоткиња 1539. године, романса је завршила. Катарина и Франсис су, упркос томе, планирали да се венчају након што се он врати из Ирске. Ако је пар чак и тајно разменио завете, били би сматрани венчаним. Њихов однос је избледео током Дерехамовог боравка у Ирској.

## Долазак на двор
Катаринин тетак је младој девојци нашао место на двору краља Хенрија VIII. Хенри је брзо приметио младу и атрактивну дворску даму своје нове жене, Ане Клевске, за коју је показивао мало интересовања од самог почетка брака. Њени рођаци су сумњали да је млада девојка довољно зрела да преузме одговорност коју носе краљеве љубавнице, али одлучили су своје мишљење да задрже за себе. Неки су чак и подржавали Катарину, за коју су се надали да ће очистити име своје породице; њени рођаци, Џорџ и Ана Болен, погубљени су управо због наводне прељубе. Католици су у Катарини видели као задњу шансу да Енглеску врате римокатоличанству. Како се Катарина приближавала краљу, тако је растао утицај њене породице. Само неколико месеци након што ју је упознао, Хенри је обасипао Катарину поклонима у облику скупе одеће и поседа. Могуће је да је њихов однос конзумиран већ тада, пошто је у овом периоду Хенри затражио убрзање поништавања његовог брака са Аном, надајући се да је Катарина трудна и да носи сина.

## Брак
Хенријев брак са Аном Клевском је поништен 9. јула 1540. године, а почеле су да круже приче да је Катарина трудна. Хенри је пожурио да ожени Катарину, надајући се да ће осигурати будућност династије Тјудор рађањем здраве мушке деце, будући да му је син Едвард којег је родила Џејн Симор био је болешљив од самог рођења. Катарина се удала за краља 28. јула исте године, али није никада крунисана; Хенри није имао ни новца за такву церемонију, нити жеље да крунише своју жену док му она не роди сина. Без обзира на то, обасипао је своју младу краљицу и њену родбину поклонима.
Упркос свом новостеченом богатству и моћи, Катарина није била задовољна својим браком. Није била трудна, а није јој се свиђала ни Хенријева гојазност. Почетком 1541. године, Катарина започиње везу са Томасом Калпепером, Хенријевим најдражим дворјанином. Састанке је организовала краљичина дворска дама, Џејн Болен, удовица Катарининог рођака Џорџа.
У међувремену, краљ и краљица су заједно обилазили Енглеску у лето 1541. године, а припремало се и за било какве знакове трудноће и крунисања која би уследила. Како је краљичина ванбрачна авантура напредовала, људи који су виђали краљицу и Калпепера заједно су почели да уцењују Катарину и траже од ње разне услуге. Многе од њих је прихватила као своје дворјане како би купила њихово ћутање. Њена најкатастрофалнија одлука је била да уврсти Хенрија Манокса међу дворске музичаре и Франсиса Дерехама као личног секретара. Та је одлука довела до оптужби за прељубу и уроту након осамнаест месеци брака.

## Пропаст и погубљење
До касне 1541. године, краљичина страствена прошлост је испливала на површину захваљујући Џону Ласелесу, протестанту чија је сестра служила као слушкиња војвоткињи од Норфока, те тако сведочила Катарининим младалачким везама. Мотивисан растућом претњом својој вери од стране католика, Ласелес је о овоме обавестио Томаса Кранмера, тада надбискупа од Кентерберија и Хенријевог блиског саветника.
Кранмер је, свестан да би сваки преговор око брака са Франсисом поништио Катаринин брак са Хенријем, дао Хенрију писмо које је садржало оптужбе против краљице 2. новембра 1541. године док је пар присуствовао миси поводом дана Свих светих. Хенри је у почетку одбио да поверује у оптужбе против Катарине и наредио Кранмеру да боље истражи проблем. За неколико дана, након мучења у Лондон тауер, Дерехам и Калпепер су сведочили о вези са Катарином, а пронађено је и Катаринино љубавно писмо упућено Калпеперу. Катарина је оптужена за заверу, али није никада признала, чак ни свештенику неколико сати пре погубљена, да је издала краља.
Катарина је ухапшена 12. новембра. Њено захтевање да види краља је игнорисано, Кранмер који ју је испитивао, рекао је да никада није видео очајније створење и наредио чуварима да уклоне све предмете који би могли да јој послужити за самоубиство. Кранмер је предлагао Хенрију да једноставно поништи брак са Катарином и да је распусти уколико она призна своје грехе. То би јој био једини излаз, али Катарина је одбила да призна.
Дана 22. новембра одузета јој је титула краљице, а Томас Калпепер и Франсис Дерехам су погубљени 10. децембра, од којих први обезглављен, а други обешен. Према обичају, њихове главе су изложене набијене на коце на Лондонском мосту. Њени рођаци су такође били затворени у торњу, сви осим војводе од Норфока, њеног тетка, који се успешно оградио од скандала. Сви су Хауарди проглашени кривима и осуђени на доживотну робију, али су после пуштени и враћена им је имовина. Да би остварио своју намеру и погубио Катарину, Хенри је морао да промени закон који је Катарину ослобађао кривице за прељубу; ако је Катарина потписала икакав предбрачни уговор са Дерехамом њен брак са Хенријем би био непостојећи, а њена веза се не би сматрала преваром. Нови закон је осуђивао све који су намеравали да изврше прељубу, а овај пут он је обухватио и Катарину.
Задњу ноћ свог живота провела је припремајући се за смрт. Умрла је мирна, али је изгледала бледо и престрашено. Погубљена је заједно са Џејн Болен. Сахрањена је у неозначеној гробници поред краљевске капеле Свети Петар у ланцима, где је лежала и њена рођака, Ана Болен. Хенри није присуствовао сахрани, а њено тело је било међу онима откривеним приликом реновирања капеле током владавине краљице Викторије, а њено име се налази на списку људи чији је живот завршио у Лондон тауеру.